# 大藪郁子
大藪 郁子（おおやぶ いくこ、1929年〈昭和4年〉8月13日 - ）は、日本の脚本家。

## 来歴・人物
本名は斎藤郁子。出身地は旧朝鮮京城（現ソウル）。
香川県立丸亀高等学校、東京女子大学英米文学科卒業。大学では、有吉佐和子と同級だったという。
学生時代から芝居好きであった。大学卒業後にアメリカ人の秘書を務めるが、会社の近くでテレビドラマ研究所のポスターを見つけて惹かれ、そこの第一期生として入所。同研究所の卒業制作として自ら制作した韓国人差別問題を扱ったストーリー『船着き場』が雑誌に掲載され、それがテレビ局関係者の目に留まり、脚本家デビューのきっかけをつかむ。1962年にNHK教育テレビで放送された創作劇場『うわさ島』で脚本デビュー。
1977年度の菊田一夫演劇賞（演劇賞部門）を受賞した（対象作品は『ながれぶし』『紀の川』）。
夫は慶應義塾大学教授。

## 脚本

### テレビドラマ（連続）
- おかあさん（1963年、KRテレビ）
- 第7の男（1964年、フジ「火曜8時枠」）
- 源氏物語（1965年、MBS）
- 女の絶唱（1969年、朝日放送「花王 愛の劇場」第1作、原作：竹田敏彦）
- 結婚Uターン（1969年、MBS「月曜9時枠」、原作：田辺聖子）
- 花もめん（1970年、TBS「ポーラテレビ小説」第5作）
- ただいま浪人（1972年、フジ「月曜9時枠 四騎の会ドラマシリーズ」）
- 木枯し紋次郎（1972年、フジ「土曜10時枠」）
- 出雲の阿国（1973年、NET「ポーラ名作劇場」、原作：有吉佐和子）
- 市川崑シリーズ・追跡（1973年、関西テレビ「火曜10時枠」）
- 三婆（1974年、MBS、原作：有吉佐和子）
- 丹下左膳 こけ猿の壷篇（1974年、よみうりテレビ「木曜10時枠」）
- 妻の過去（1974年、フジ「ライオン奥様劇場」）
- 快傑黒頭巾（1976年、NHK「少年ドラマシリーズ」）
- MBS 「妻そして女シリーズ」
  - 女の報酬（1976年）
  - 黒の標的（1977年）
- 愛が試される時（1977年、日本テレビ「愛のサスペンス劇場」）
- 魂の試される時（1978年、フジ「土曜劇場」）
- 悪女について（1978年、テレビ朝日「木曜10時枠」、原作：有吉佐和子）
- 女の樹林（1979年、MBS「黒岩重吾シリーズ」）
- なさけ坂旅館（1980年、朝日放送「金曜9時枠」）
- ハイカラさん（1982年、NHK「連続テレビ小説」第29作）
- また逢う日（1983年、「東海テレビ制作昼の帯ドラマ」）
- 逃亡（2002年、NHK「金曜時代劇」、原作：松本清張）

### テレビドラマ（単発）
- うわさ島（1962年2月10日、NHK）　　デビュー作といわれる[2]
- 真実一路（1993年9月20日・27日、テレビ東京「日本名作ドラマ」、原作：山本有三）
- 花のれん（1995年1月1日、テレビ東京、原作：山崎豊子）

### 映画
- 教室205号（1974年）橘祐典監督、大石真原作
- アンデルセン童話 にんぎょ姫 (1975年) 勝間田具治監督、ハンス・クリスチャン・アンデルセン原作
- 世界名作童話 おやゆび姫（1978年）芹川有吾監督、ハンス・クリスチャン・アンデルセン 原作
- 幸福（1981年）市川崑監督、エド・マクベイン原作
- 八つ墓村(1996年) 市川崑監督、横溝正史原作

### 戯曲
- 「木瓜の花」有吉佐和子原作[2]
- 「新版・香華」有吉佐和子原作[2]

## 著書
- 『小説 花もめん』光風社書店、1970年。
- 『ハイカラさん』日本放送出版協会、1982年4月10日。